# 5519 Lellouch
5519 Lellouch este o planetă minoră (asteroid), cu un diametru de 19,917 km, din centura de asteroizi. A fost descoperită pe 23 august 1990 la Observatorul Palomar de Henry E. Holt și a fost numită după Emmanuel Lellouch⁠(d). 
Obiectul prezintă o orbită caracterizată de o semiaxă mare de 3,1663567 UAi, o excentricitate de 0,04, o înclinație de 6,72144 ° în raport cu ecliptica.